# Стомопло (болото)
Стомопло (Стомополу, Стомополо, Стамополо, Стамопло, Стамоплу, Стомопле) — болото, розташоване на південному болгарському чорноморському узбережжі, на півночі від міста Приморсько, на захід від затоки Стомопло біля південного підніжжя пагорба Узунджа. 
Стомполо - грецька назва болота, яка зараз офіційно прийнята.  Традиційні болгарські назви — Уста, Устичка або Малий лиман.  Грецька назва походить від στόμα, рот.

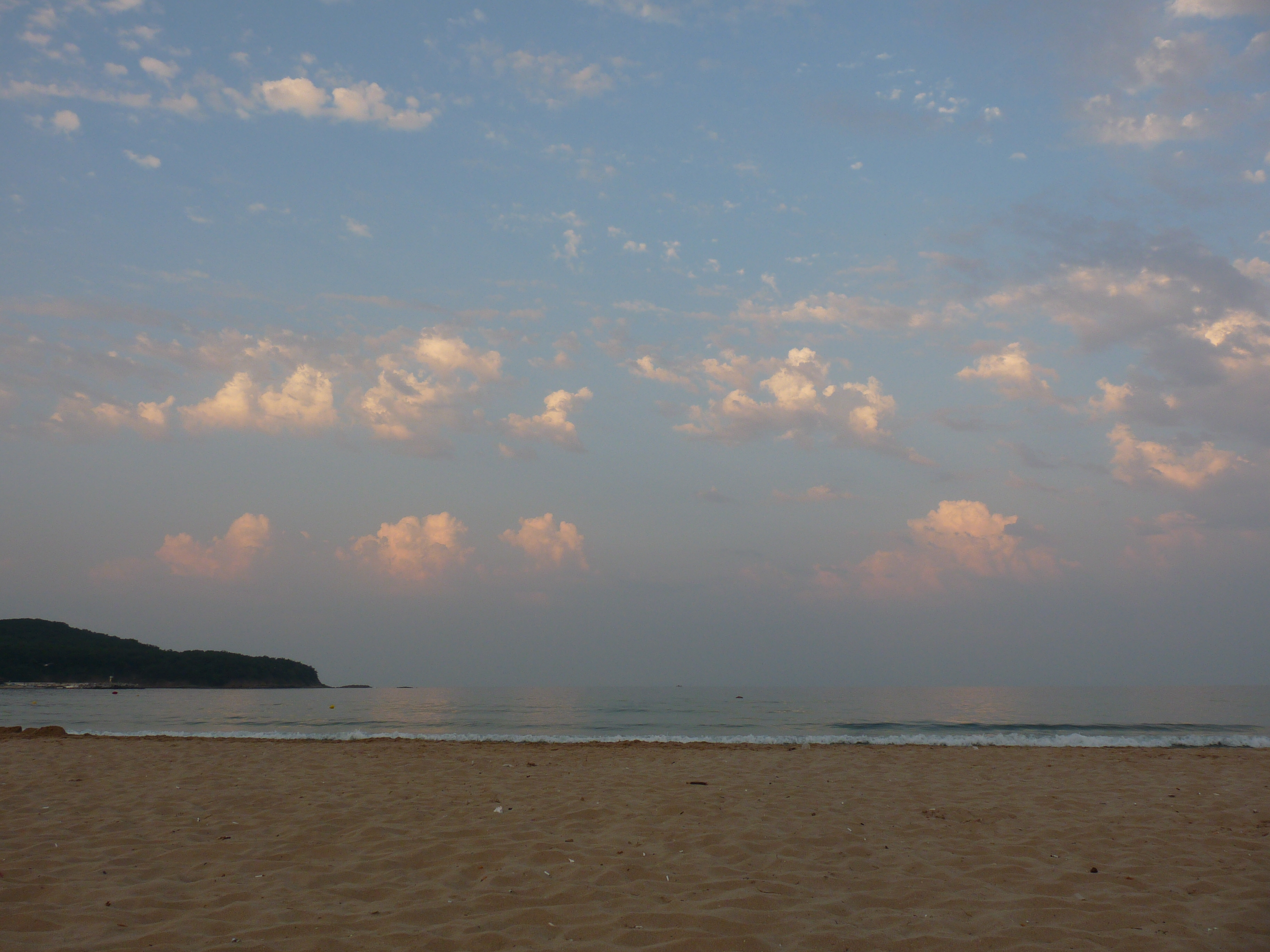
Пляж Стомопло (2010)

Болото —  прибережна лагуна, 2 м над рівнем моря, відокремлена від моря піщаної косою завширшки від 50 до 80 м. Його максимальна ширина становить близько 500 м, а довжина до 1100 м, площа  становить близько 0,6 км 2 (60 га). З заходу на схід посередині знаходиться півострів, який майже розділяє його. На його східному березі проритий штучний канал, через яке воно впадає в море, а вздовж нього течуть морські хвилі. Його солоність коливається від 0,4 до 13 ‰.  Має болотну рослинність. 
Під час археологічних розкопок у болоті були виявлені сліди неолітичних жител.  Болото Стомопло оголошено захищеною територією і є частиною Рамсарського місця Ропотамо.